# Krakowski spleen
Krakowski spleen – piosenka zespołu rockowego Maanam, umieszczona na trzecim albumie studyjnym Nocny patrol (1983). Równolegle powstała anglojęzyczna wersja utworu zatytułowana „City spleen”, wydana na kierowanej na rynek europejski płycie Night Patrol.
Tytuł piosenki tłumaczy się jako „krakowska depresja”. Słowa do piosenki, które napisała Olga „Kora” Jackowska, stanowią metaforę atmosfery podczas stanu wojennego w Polsce. Tomasz Wybranowski z Radia Wnet opisuje utwór jako „hymn do normalności i chęci zwykłego życia”.

## Covery
- 27 lutego 2018 metalowy wokalista Glaca wydał singiel Człowiek z gościnnym udziałem Kory. W utworze wykorzystano fragmenty tekstu oraz sample Krakowskiego spleenu. Piosenka znalazła się na wydanym 6 kwietnia 2018 albumie wokalisty Zang[4];
- W marcu 2018 piosenka została przearanżowana na potrzeby kampanii antysmogowej Moje powietrze. Za produkcję nowej wersji utworu odpowiadał Jimek[5]. Niniejsza wersja została wykorzystana także w spotach reklamowych banku ING Bank Śląski[6];
- Utwór znalazł się na debiutanckiej płycie Tulia folkowego zespołu Tulia wydanej 25 maja 2018[7];
- 29 lipca 2018, dzień po śmierci Kory, pop-rockowa piosenkarka Doda wykonała Krakowski spleen na swoim koncercie w ramach hołdu dla zmarłej artystki[8]. Cover utworu znalazł się także na wydanym 25 stycznia 2019 albumie wokalistki  Dorota[9];
- W sierpniu 2018 rockowy zespół Tune zaprezentował własną wersję piosenki[10];
- 17 kwietnia 2020 cover utworu pojawił się na debiutanckim albumie Igora Herbuta Chrust[11]. Piosenka została nominowana do nagrody Fryderyki 2021 w kategorii „Nowe wykonanie”[12];
- 23 maj 2023 Tribbs wypuścił cover numeru, który nagrał przy udziale wokalnym Roberta Wiewióry. Do piosenki powstał teledysk, który został wyświetlony ponad 14 milionów razy[13]. Singel ten dostał się na 14. pozycję listy przebojów single w streamie (OLiS)[14], a w lutym 2024 uzyskał certyfikat podwójnej platynowej płyty[15].